# ICP-MS

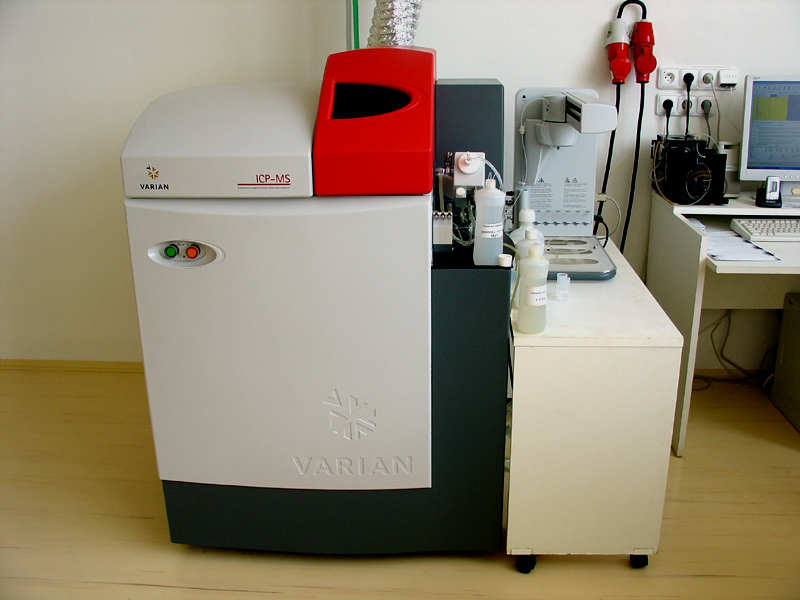
Instrumento de laboratorio ICP-MS.

ICP-MS (Espectrometría de Masas con Plasma Acoplado Inductivamente), es una técnica de análisis inorgánico elemental e isotópico capaz de determinar y cuantificar la mayoría de los elementos de la tabla periódica en un rango dinámico lineal de 6 órdenes de magnitud (ng/L – mg/L). Además de poder llevar a cabo la determinación de los elementos en un análisis multielemental que provee la composición de la muestra analizada, puede llevar a cabo la cuantificación de la composición isotópica y estudios de la estabilidad de isótopos traza.

## Componentes de un equipo de ICP-MS

### Sistema de introducción de muestra
La mayoría de las aplicaciones del ICP-MS involucran el análisis de muestras líquidas, a pesar de que se ha podido adaptar la técnica para el análisis de sólidos. Existen muchas formas de introducir una muestra líquida al equipo, todas ellas terminan generando un aerosol fino a partir de la muestra, que puede ser ionizado eficientemente en el plasma. Actualmente, la eficiencia de esta área es muy baja, pues se estima que solo entre el 1-2% de la muestra introducida logra alcanzar el plasma. El sistema general de introducción de muestras consta de dos partes: un nebulizador y una cámara de spray. El nebulizador genera un aerosol a partir de la muestra, empleando para ello un flujo de gas que dispersa el líquido en pequeñas gotas. Posteriormente, el aerosol entra a la cámara de spray, cuya función es permitir que solo las gotas de tamaño adecuado pasen a la zona del plasma, descartando las gotas de mayor tamaño que podrían crear problemas analíticos si llegasen a la antorcha.

### Plasma y bobina de radiofrecuencias
El ICP tiene como finalidad deshidratar la muestra, atomizarla, excitar los átomos presentes y por último, ionizarlos. Esto se logra gracias a las altas temperaturas, de 6000-8000 K, que alcanza el plasma. El plasma es generado pasando argón a través de la antorcha, la cual es una serie de tres tubos concéntricos, usualmente de cuarzo y que se encuentra envuelta en un extremo por una bobina de radiofrecuencias. Posteriormente, se suministra una corriente de RF a la bobina mediante un generador de radiofrecuencias, esto genera una corriente oscilante dentro de la bobina, que ocasiona un campo magnético de gran intensidad en la salida de la antorcha. Una chispa de alto voltaje es aplicada al gas, generando iones de argón, los cuales son capturados por el campo magnético y originan una reacción en cadena de ionización que termina en la transformación del gas en plasma.

### Interfase
La función de la interfase es permitir que el plasma y el sistema de lentes puedan coexistir; así como que los iones generados por el plasma, a altas temperaturas y presión atmosférica, pasen a la región de las lentes, a temperatura ambiente y alto vacío. Esta es el área más crítica de todo el sistema de ICP-MS. Esta región de interfase consiste en dos o tres conos metálicos con orificios muy pequeños, el espacio entre ellos se mantiene a alto vacío por una bomba rotatoria y se denomina cámara de expansión. El primer cono se denomina sampler, está conectado a sistemas disipadores de calor y está conectado a tierra. A través de este cono, el plasma con muestra es succionado dentro de la cámara. Dentro de ésta se encuentra el chorro de iones, que se expande y toma la forma de un cono. El segundo de los conos es denominado skimmer, su función es permitir que solo la línea de iones cercanos al eje del cono, formado durante la expansión pase a la zona de lentes, pues se considera esta zona como representativa de la muestra analizada.

### Sistema de vacío
El sistema de vacío se encarga de eliminar las moléculas de gas presentes dentro del espacio que existe entre la interfase y el detector del equipo. Este sistema se encuentra compuesto por una combinación de bombas turbomoleculares y de bombas mecánicas. La bomba turbomolecular es capaz de alcanzar presiones de 1x10-5 torr o menos. La bomba mecánica apoya a la bomba turbomolecular y evacúa la región de interfase.

### Lente de iones
La función de esta parte del equipo de ICP-MS es la de transportar el máximo número de iones analitos de la región de interfase al dispositivo de separación de masas, al mismo tiempo que rechaza la mayor cantidad de componentes de la matriz y especies que no son analitos. Estas lentes no son lentes ópticas tradicionales, sino que son una serie de platos, barriles o cilindros metálicos que tienen un potencial fijo en ellos. Cumplen con dos funciones importantes: 1) transportar los iones de la salida del cono skimmer al analizador de masa y, 2) detener todas las partículas, especies neutrales, y fotones para evitar que lleguen a la zona del analizador de masas. Estas especies pueden causar inestabilidad de la señal e incrementar el ruido de fondo, además, las partículas presentes en la matriz pueden depositarse sobre las lentes y en casos críticos, llegar al analizador de masas con base en plasma.

### Celda de reacción/colisión
La celda de reacción, también denominada celda de colisión, es empleada en los equipos de ICP-MS para detener la aparición de interferencias espectrales ocasionadas por el argón. La celda se localiza antes del cuadrupolo analizador. Los iones salen de la zona de interfase y entran a la celda, un gas de colisión/reacción como el hidrógeno o el helio es inyectado en la celda, la cual consiste de un multipolo (cuadrupolo, hexapolo u octapolo), usualmente operado en el rango de las radiofrecuencias. Este campo de radiofrecuencias (RF) no separa las masas como un cuadrupolo tradicional, sino que enfoca el haz de iones para que colisionen y reaccionen con el gas inyectado. Estas reacciones ocasionan que las especies interferentes se conviertan en especies no interferentes, o que el analito se convierta en otro ion sin interferencias. Tras esto los iones pasan al cuadrupolo analizador para la separación de masas.

### Espectrómetro de masas
El espectrómetro separa los iones monocargados de cada isótopo conforme a su masa. El más común de los espectrómetros es el cuadrupolo, el cual consiste en cuatro cilindros idénticos, montados de forma equidistante entre ellos, alrededor de una circunferencia, y sometidos a una combinación de corrientes continuas (DC) y radiofrecuencias RF. Cuando un voltaje particular de DC/RF es aplicado a las varillas, el potencial atraerá el ion analito de interés a través del cuadrupolo hasta la salida del mismo, donde emergerá y generará una señal eléctrica en el detector. Los iones con relaciones masa carga diferentes al ion analito serán eyectados a través de los espacios del cuadrupolo.

### Detector
Los dos tipos de detectores más empleados en los equipos de ICP-MS son los sistemas multiplicadores de electrones, para un bajo número de cuentas, y los colectores de Faraday, para un alto número de cuentas. Los multiplicadores de electrones funcionan generando una cascada de electrones secundarios a partir del impacto de un ion en el detector, generando una corriente eléctrica proporcional a la cantidad de impactos de iones del analito, la cual es medida y relacionada con la concentración de analito. Actualmente la mayoría de los equipos de ICP-MS empleados para análisis de ultratrazas emplean sistemas de película activa o dinodos discretos de multiplicadores de electrones. Para algunas aplicaciones donde los límites de detección de ultratrazas no son requeridos, el haz de iones del analizador de masas es dirigido hacia un electrodo metálico simple, o copa de Faraday.

## Ventajas y desventajas
Su principal ventaja son sus bajos límites de detección para la mayoría de los elementos detectando unas pocas ppb – ppt lo que la hace ideal para el análisis de elementos traza.

## Aplicaciones
Tiene gran variedad de aplicaciones en las siguientes áreas: biología, física de materiales, medioambiente, geoquímica.